# Tamaske
Tamaske è un comune rurale del Niger facente parte del dipartimento di Keita nella regione di Tahoua.